# アダム・カリー (小惑星)
アダム・カリー（英語：11685 Adamcurry）は小惑星帯に位置する小惑星。リンカーン研究所による地球近傍小惑星サーベイ、Lincoln Near-Earth Asteroid Research (LINEAR) により発見された。
インテル国際学生科学技術フェアの入賞者の学生、Adam Michael Curry に因んで命名された。
(17039) イェウセイェンカから (17042) マディラジュなどもこのコンテストの受賞者の名前から命名されている。